# Lichtermüdung
Lichtermüdung, auch Photonenalterung,  ist eine physikalische Hypothese, die aufgestellt wurde, um die bei weit entfernten Himmelskörpern auftretende kosmologische Rotverschiebung in Übereinstimmung mit einem statischen Universum zu erklären. Als Ursache wurde ein Energieverlust der Photonen des Lichts auf dem Weg von der Quelle zum Beobachter in Erwägung gezogen, für den jedoch kein überzeugender physikalischer Mechanismus angegeben werden konnte. Experimentelle Befunde sprechen klar zu Gunsten der Expansion des Universums, d. h. der Expansion des Raums gemäß der allgemeinen Relativitätstheorie, und gegen ein statisches Universum. Lichtermüdung wird deshalb von der überwiegenden Mehrheit der Wissenschaftler nicht als ernsthafte Alternative in Betracht gezogen.

## Geschichte der Hypothese und Begründungsversuche
Zu Beginn des 20. Jahrhunderts fand Max Planck die Formel {\displaystyle E=h\nu }, die Grundlage der Quantenphysik. Sie besagt, dass elektromagnetische Wellen in unteilbaren Paketen kommen, und je höher die Frequenz {\displaystyle \nu } der Welle ist, desto mehr Energie {\displaystyle E} besitzen die Pakete. Demzufolge würde Licht, das Energie verliert („ermüdet“), seine Frequenz nach Rot verschieben.
Der Astronom Edwin Hubble entdeckte 1929, dass sich das Licht von Galaxien umso mehr nach Rot verschiebt, je weiter sie von uns entfernt sind. Wenn die Galaxien sich während der Messung vom Messgerät entfernten, ist eine solche Verschiebung zu erwarten.
Fritz Zwicky bot im gleichen Jahr wie Hubble eine alternative Deutung dieser Beobachtung an, nämlich dass Licht proportional zu der zurückgelegten Entfernung Energie verliert. Er vermutete zunächst, dass eine „Gravitationsreibung“, eine Wechselwirkung mit der Materie über Schwerkraft, dafür verantwortlich sein könne. Auch der Physiker Robert Andrews Millikan lobte die Eleganz dieser Idee in einem Brief vom 15. Mai 1952 an Grote Reber: „Ich stimme mit Ihnen überein, dass die Hypothese der Lichtermüdung einfacher und weniger irrational ist.“
Im Gegensatz zur Urknalltheorie würde die Theorie der Lichtermüdung auf ein statisches Universum (= keine Expansion) hindeuten. (Das Konzept eines statischen Universums darf nicht mit der Steady-State-Theorie verwechselt werden, da nach letzterer die Rotverschiebung wie in der Urknalltheorie mit der Expansion des Raumes begründet wird.)
Verschiedene Mechanismen zur Erklärung der Lichtermüdung wurden vorgeschlagen, beispielsweise als Streueffekt (Compton-Effekt), als Nebenwirkung der Quantenmechanik von de Broglie oder LaViolette.

## Gegenwärtiger Stand
Lichtermüdung wurde bis etwa Mitte des 20. Jahrhunderts als mögliche Ursache  der kosmologischen Rotverschiebung diskutiert, danach aber von Kosmologen zunehmend als nicht zutreffend angesehen. Aufgrund der experimentellen Bestätigungen und der theoretischen Stimmigkeit der Expansion des Universums werden Modelle zur Lichtermüdung nur noch außerhalb des wissenschaftlichen Mainstreams vertreten.
Argumente gegen die Lichtermüdung sind zum Beispiel:
- Die beobachtete Dauer von Supernovae korreliert mit der Rotverschiebung, was in Übereinstimmung mit der Expansion ist, und der Lichtermüdung widerspricht.[6][7][8]

- „Tolmans Test der Oberflächenhelligkeit“ besagt, dass in einem expandierenden Universum weiter entfernte Himmelskörper bzw. Galaxien an Helligkeit verlieren müssten, während in einem statischen Universum die Helligkeit gleich bleibt oder nur in einem sehr viel geringeren Ausmaß kleiner wird. Tatsächlich wurde eine Abnahme gemäß der Expansion beobachtet.[9][10]

- Das beobachtete thermale Spektrum der kosmischen Hintergrundstrahlung (Schwarzkörperstrahlung) ist unverträglich mit Lichtermüdung, denn die Photonendichte würde bei Gültigkeit dieser Hypothese gleich bleiben und eine Rotverschiebung folglich das Spektrum nicht-thermal machen. Die Modellvorstellung des expandierenden Universums garantiert hingegen, dass die Hintergrundstrahlung weiterhin die Eigenschaften einer Schwarzkörperstrahlung beibehält.[11]

- Bei Streuung als Ursache der Lichtermüdung würde das Bild entfernter Objekte unscharf erscheinen, was nicht beobachtet wird.[9]:S. 4